# Tamás Csathó
Tamás Csathó (nascido em 10 de março de 1956) é um ex-ciclista húngaro que competiu no ciclismo nos Jogos Olímpicos de Verão de 1980, representando a Hungria.